# ریکاردو آلکساندر دوس سانتوس
ریکاردو آلکساندر دوس سانتوس (به پرتغالی: Ricardo Alexandre dos Santos) هافبک اهل برزیل است که در شهر Passos و در تاریخ ۲۴ ژوئن ۱۹۷۶ به دنیا آمده‌است.
ریکاردو آلکساندر دوس سانتوس در تیم‌های فوتبال کروزیرو، کاشیوا ریسول، کاشیما آنتلرز، کروزیرو، کورینتیانس سابقهٔ حضور دارد.